# Kärdla rannapark

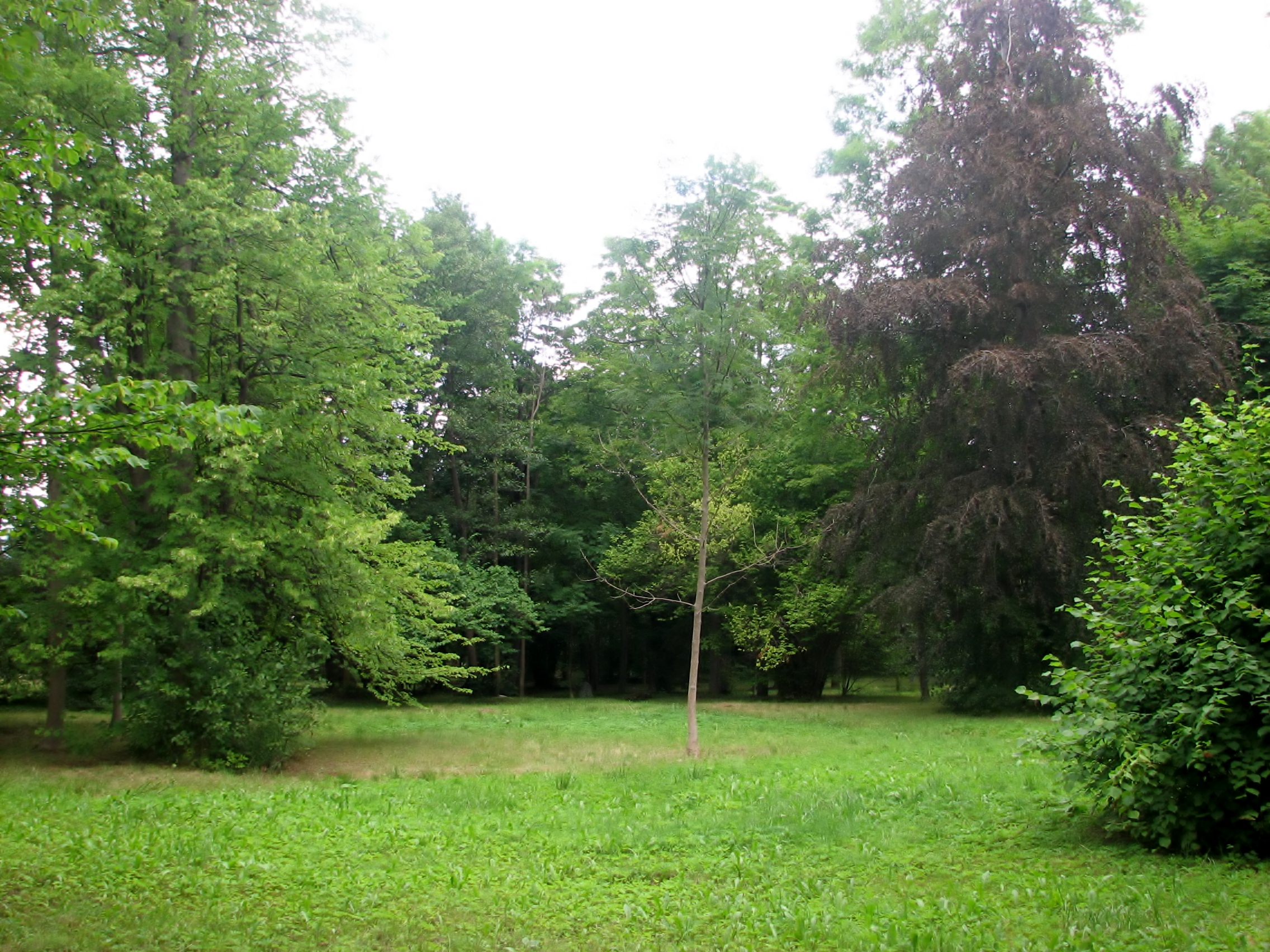
Kärdla rannapark.

Kärdla rannapark är en 3,3 hektar stor park nära Kärrdals centrum i Estland. I parken finns bland annat ett skyddat flyttblock, samt den tidigare svenska begravningsplatsen, där några gravstenar ännu finns, däribland Karel Tarnings, död 1848, som var den sista att begravas i begravningsplatsen.